# Chorinaeus cristator
Chorinaeus cristator är en stekelart som först beskrevs av Johann Ludwig Christian Gravenhorst 1829.  Chorinaeus cristator ingår i släktet Chorinaeus och familjen brokparasitsteklar. Arten är reproducerande i Sverige. Utöver nominatformen finns också underarten C. c. meridionator.